# Хинкли, Роберт Катлер
Роберт Катлер Хинкли (англ. Robert Cutler Hinckley; 1853—1941) — американский художник-портретист.

## Биография
Родился 3 апреля 1853 года в Нортгемптоне, штат Массачусетс, в семье Сэмюэля Лаймана Хинкли (Samuel Lyman Hinckley) и Энн Катлер Паркер (Anne Cutler Parker, 1813—1898). Егодедушкой и бабушкой по материнской линии были: Сэмюэл Данн Паркер и Элизабет Мейсон Паркер, дочь сенатора США Джонатана Мейсона. Его старшей сестрой была также художница Сьюзан Хинкли Брэдли.
Когда Роберт был подростком, родители отвезли его в Париж для обучения живописи; там он окончил Школу изящных искусств.
Из его более чем 350 картин художника самой известной является работа «Ether Day» или «The First Operation Under Ether» — начатая в Париже в 1882 году, которая изображает первую успешную публичную демонстрацию эфирной анестезии. В настоящее время эта картина выставлена в Бостонской медицинской библиотеке. Также Роберт Хинкли известен своей гигантской исторической картиной «Alexander at Persepolis», завершенной в 1882 году.
В 1884 году, после возвращения из Европы, Хинкли основал собственную студию в Вашингтоне, где стал известен портретами выдающихся американцев. 88 его портретов были выставлены в Военной академии Вест-Пойнт. Одновременно в течение шести лет он преподавал портретную живопись в Школе искусств и дизайна Коркорана.
Умер 2 июня 1941 года в собственном доме в городе Рехобот-Бич, штат Делавэр.

### Личная жизнь
В 1885 году Хинкли женился на Элеоноре О’Доннелл ( Eleanor O’Donnell), которая умерла на один год раньше его в результате нападения хулиганов. Они жили в Вашингтоне в доме, спроектированном архитектором Альбертом Фуллером. У супругов родились: сын Роберт (Robert O’Donnell Hinckley) и дочь Глэдис (Gladys Hinclkey Werlich), которая была замужем за МакКини Верлихом, военным, представителем компании American Locomotive Company в Европе.